# Campeonato Paraibano 1990
In 1990 werd het 80ste Campeonato Paraibano gespeeld voor voetbalclubs uit de Braziliaanse staat Paraíba. De competitie werd georganiseerd door de Federação Paraibana de Futebol en werd gespeeld van 28 januari tot 28 mei. Auto Esporte werd kampioen. 

## Eerste toernooi
| Plaats | Club                 | Wed. | W | G | V | Saldo | Ptn. |
| ------ | -------------------- | ---- | - | - | - | ----- | ---- |
| 1.     | Nacional de Patos    | 9    | 5 | 4 | 0 | 19:6  | 14   |
| 2.     | Esporte              | 9    | 5 | 3 | 1 | 13:5  | 13   |
| 3.     | Botafogo             | 9    | 5 | 3 | 1 | 9:1   | 13   |
| 4.     | Campinense           | 9    | 3 | 6 | 0 | 11:6  | 12   |
| 5.     | Santa Cruz           | 9    | 3 | 4 | 2 | 10:6  | 10   |
| 6.     | Auto Esporte         | 9    | 3 | 4 | 2 | 4:4   | 10   |
| 7.     | Treze                | 9    | 2 | 5 | 2 | 9:6   | 9    |
| 8.     | Guarabira            | 9    | 1 | 4 | 4 | 6:14  | 6    |
| 9.     | Santos               | 9    | 1 | 0 | 8 | 6:19  | 2    |
| 10.    | Nacional de Cabedelo | 9    | 0 | 1 | 8 | 7:27  | 1    |

|  | Geplaatst voor finaleronde, krijgt daar één bonuspunt |

## Tweede toernooi
| Plaats | Club                 | Wed. | W | G | V | Saldo | Ptn. |
| ------ | -------------------- | ---- | - | - | - | ----- | ---- |
| 1.     | Auto Esporte         | 9    | 7 | 2 | 0 | 20:7  | 16   |
| 2.     | Campinense           | 9    | 4 | 3 | 2 | 17:10 | 11   |
| 3.     | Botafogo             | 9    | 4 | 3 | 2 | 14:12 | 11   |
| 4.     | Esporte              | 9    | 4 | 2 | 3 | 11:7  | 10   |
| 5.     | Nacional de Patos    | 9    | 2 | 6 | 1 | 13:9  | 10   |
| 6.     | Treze                | 9    | 3 | 4 | 2 | 8:7   | 10   |
| 7.     | Guarabira            | 9    | 3 | 1 | 5 | 13:14 | 7    |
| 8.     | Santa Cruz           | 9    | 3 | 1 | 5 | 7:11  | 7    |
| 9.     | Santos               | 9    | 3 | 1 | 5 | 8:14  | 7    |
| 10.    | Nacional de Cabedelo | 9    | 0 | 1 | 8 | 4:24  | 1    |

|  | Geplaatst voor finaleronde, krijgt daar één bonuspunt |

## Derde toernooi
| Plaats | Club                 | Wed. | W  | G  | V  | Saldo | Ptn. |
| ------ | -------------------- | ---- | -- | -- | -- | ----- | ---- |
| 1.     | Auto Esporte         | 18   | 10 | 6  | 2  | 24:11 | 26   |
| 2.     | Botafogo             | 18   | 9  | 6  | 3  | 23:13 | 24   |
| 3.     | Nacional de Patos    | 18   | 7  | 10 | 1  | 32:15 | 24   |
| 4.     | Esporte              | 18   | 9  | 5  | 4  | 24:12 | 23   |
| 5.     | Campinense           | 18   | 7  | 9  | 2  | 28:16 | 23   |
| 6.     | Treze                | 18   | 5  | 9  | 4  | 17:13 | 19   |
| 7.     | Santa Cruz           | 18   | 6  | 5  | 7  | 17:17 | 17   |
| 8.     | Guarabira            | 18   | 4  | 5  | 9  | 19:28 | 13   |
| 9.     | Santos               | 18   | 4  | 1  | 13 | 14:33 | 9    |
| 10.    | Nacional de Cabedelo | 18   | 0  | 2  | 16 | 11:51 | 2    |

|  | Geplaatst voor finaleronde als toernooiwinnaar    |
|  | Geplaatst voor finaleronde als beste niet-winnaar |

## Finaleronde
| Plaats | Club              | Wed. | W | G | V | Saldo | Ptn. |
| ------ | ----------------- | ---- | - | - | - | ----- | ---- |
| 1.     | Auto Esporte      | 6    | 4 | 0 | 2 | 10:8  | 9    |
| 2.     | Nacional de Patos | 6    | 3 | 2 | 1 | 9:7   | 9    |
| 3.     | Botafogo          | 6    | 2 | 1 | 3 | 7:5   | 5    |
| 4.     | Esporte           | 6    | 1 | 1 | 4 | 3:9   | 3    |

|  | Kampioen |

### Kampioen
| Campeonato Paraibano de 1990     |
| Paraiba                          |
| -------------------------------- |
| AUTO ESPORTE Kampioen (6° titel) |